# Gregor Schotten
Gregor Schotten (* 14. September 1970 in Grevenbroich) ist ein deutscher Diplomat. Er ist seit 2024 Botschafter im Tschad.

## Werdegang
Schotten legte das Abitur am Norbert-Gymnasium Knechtsteden ab und studierte anschließend Rechtswissenschaft. Von 1997 bis 2002 war er am Institut für Friedenssicherungsrecht und Humanitäres Völkerrecht der Ruhr-Universität Bochum als wissenschaftlicher Projektmitarbeiter beschäftigt. 2002 begann er seine Laufbahn im Auswärtigen Amt. 2003 war er kurzzeitig am Generalkonsulat in Marseille tätig. Anschließend folgte von 2003 bis 2005 erneut eine Verwendung im Auswärtigen Amt. 2005 wurde er an der Ruhr-Universität Bochum mit der Schrift Wirtschaftssanktionen der Vereinten Nationen im Umfeld bewaffneter Konflikte: Zur Bindung des Sicherheitsrates an individualschützende Normen zum Doktor der Rechte promoviert. Sein Doktorvater war Knut Ipsen. Von 2005 bis 2007 war er an der Botschaft in Kinshasa tätig, während dort 2006 u. a. die Bundeswehr eingesetzt war. Von 2007 bis 2009 kehrte er erneut an das Auswärtige Amt zurück. Daraufhin folgte von 2009 bis 2011 ein Einsatz an der Botschaft in Islamabad. Von 2011 bis 2016 war er wieder im Auswärtigen Amt tätig. Von 2016 bis 2018 arbeitete er für den Hohen Flüchtlingskommissar der Vereinten Nationen in Genf. Von 2018 bis 2021 war er an der Ständigen Vertretung der Bundesrepublik Deutschland bei den Vereinten Nationen in Genf tätig. Anschließend arbeitete er erneut bis 2024 im Auswärtigen Amt.
Im Jahr 2024 wurde Schotten Botschafter im Tschad und Leiter der Botschaft in N’Djamena. Er folgte als Leiter der Botschaft auf den Geschäftsträger Günter Overfeld.
Schotten ist verheiratet und hat ein Kind.

## Werke
- Wirtschaftssanktionen der Vereinten Nationen im Umfeld bewaffneter Konflikte: Zur Bindung des Sicherheitsrates an individualschützende Normen. BWV Berliner Wissenschafts-Verlag. Berlin 2010, ISBN 978-3-8305-2409-0